# Кубок России по футболу 2005/2006
Кубок России по футболу сезона 2005/2006 — проводился среди команд нелюбительских футбольных клубов премьер-лиги, первого и второго дивизионов. Обладателем Кубка 2005—2006 стал клуб ЦСКА Москва, победивший в финале «Спартак» Москва (3:0). ЦСКА второй год подряд завоевал этот трофей и третий раз в своей истории.
Наибольшего успеха среди клубов первого дивизиона добился «Луч-Энергия» Владивосток, в 1/8 финала уступивший будущему финалисту Кубка — московскому «Спартаку» («Локомотив» Чита, клуб первого дивизиона в 2005 году, также вышел в 1/8 финала, однако, лишившись профессионального статуса, был исключён из дальнейшего участия в розыгрыше). Наибольшего успеха среди клубов второго дивизиона добился «Спартак» Кострома — начав свои выступления с 1/256 финала, клуб достиг 1/8 финала, где уступил будущему обладателю Кубка — московскому ЦСКА.

## Регламент

### Участники
К соревнованию были допущены:
- 16 команд Премьер-лиги;
- 21 команда первого дивизиона ПФЛ;
- 80 команд второго дивизиона ПФЛ.

### Этапы соревнования
- первый этап — с 1/512 по 1/32 финала включительно;
- второй этап — с 1/16 финала по финальный матч включительно.
- матчи с 1/512 по 1/16 финала включительно проходили в 2005 году;
- матчи с 1/8 по финальный матч включительно проходили в 2006 году.

#### Первый этап
Победители пар определяются по итогам одного матча. На данном этапе выявляются 11 команд второго дивизиона, которые продолжат борьбу в матчах 1/32 финала, где к ним присоединятся 21 команды первого дивизиона. Хозяева матча 1/32 финала являются команды второго дивизиона.

#### Второй этап
С 1/16 финала участие в соревнованиях принимают 16 команд Премьер-лиги, распределённые по сетке Кубка России по футболу жребием.
Победители пары определяются по результатам двух встреч, на своём поле и поле соперника, победителем считается команда, которая забьёт большее общее число голов в двух матчах. Если в двух матчах обе команды забьют равное число голов, то в следующий круг выходит команда, забившая больше голов на чужом поле. Если данная процедура к решению не приведёт, то есть если обе команды забьют равное число голов дома и равное число голов на выезде, то после окончания второго матча назначается добавочное время (два дополнительных тайма по 15 минут каждый без перерыва). Если в течение добавочного времени обе команды забьют равное число голов, то каждый гол, забитый на чужом поле, будет считаться за два (то есть в следующий круг выходит команда-гость). Если в течение добавочного времени голы не будут забиты, то команда, выходящая в следующий круг, определяется с помощью ударов с 11-метровой отметки.

## Календарь и результаты матчей

### 1/512 финала
17 апреля
| «Локомотив» Нижний Новгород — «Волга» Нижний Новгород     | 0:0 (0:0) / 0:3 пен. |
| «Сатурн» Набережные Челны — «Лада-СОК» Димитровград       | 0:1 (0:0)            |
| «Содовик» Стерлитамак — «Металлург-Метизник» Магнитогорск | 0:0 (0:0) / 4:3 пен. |

### 1/256 финала
20 апреля
| «Судостроитель» Астрахань — «Ротор-2» Волгоград | 1:2 (0:1)            |
| «Текстильщик» Камышин — «Торпедо» Волжский      | 0:2 (0:0)            |
| СКА Ростов-на-Дону — ФК «Краснодар-2000»        | 0:0 (0:0) / 7:6 пен. |
| ФК «Сочи-04» — «Дружба» Майкоп                  | 2:2 (1:0) / 0:1 д.в. |
| «Автодор» Владикавказ — «Ангушт» Назрань        | 1:1 (0:0) / 2:4 пен. |

22 апреля
| ФК «Смоленск» — ФК «Псков-2000»                     | 2:0 (0:0)                       |
| «Спартак» Щёлково — ФК «Реутов»                     | 1:0 (1:0)                       |
| «Спортакадемклуб» Москва — «Спартак» Кострома       | 0:2 (0:2)                       |
| «Волга» Тверь — «Волочанин-Ратмир» Вышний Волочёк   | 1:0 (0:0)                       |
| «Динамо» Вологда — «Шексна» Череповец               | 1:2 (0:0)                       |
| «Торпедо» Владимир — «Текстильщик-Телеком» Иваново  | 1:0 (0:0)                       |
| «Нара-Десна» Наро-Фоминск — «Пресня» Москва         | 2:2 (2:1) / 4:5 пен.            |
| «Локомотив-М» Серпухов — «Локомотив» Калуга         | 1:1 (0:1) / 1:1 д.в. / 4:5 пен. |
| «Ника» Москва — «Титан» Москва                      | 2:0 (1:0)                       |
| ФК «Елец» — «Дон» Новомосковск                      | 2:0 (1:0)                       |
| «Салют-Энергия» Белгород — «Локомотив» Лиски        | 1:2 (1:1)                       |
| «Спартак-МЖК» Рязань — «Рязань-Агрокомплект» Рязань | 0:3 (0:0)                       |
| «Спартак» Луховицы — «Сатурн» Егорьевск             | 0:2 (0:1)                       |
| «Спартак» Тамбов — «Искра» Энгельс                  | 2:1 (1:0)                       |
| «Мордовия» Саранск — «Зенит» Пенза                  | 1:0 (1:0)                       |
| «Шахтёр» Прокопьевск — «Заря» Ленинск-Кузнецкий     | 1:1 (0:0) / 0:1 д.в.            |

23 апреля
| «Иртыш-1946» Омск — «Динамо» Барнаул               | 0:2 (0:1)            |
| «Кузбасс-Динамо» Кемерово — «Чкаловец» Новосибирск | 0:0 (0:0) / 0:3 пен. |

24 апреля
| «Рубин-2» Казань — «Нефтехимик» Нижнекамск | 2:1 (2:0)            |
| «Лада-СОК» Димитровград — «Лада» Тольятти  | 1:2 (0:1)            |
| «Алнас» Альметьевск — «Нефтяник» Уфа       | 0:0 (0:0) / 2:3 пен. |

25 апреля
| «Волга» Нижний Новгород — «Энергетик» Урень | 0:1 (0:1)            |
| «Газовик-Газпром» Ижевск— «Динамо» Киров    | 2:0 (2:0)            |
| «Газовик» Оренбург — «Носта» Новотроицк     | 0:0 (0:0) / 0:2 д.в. |
| «Уралец» Нижний Тагил — «Тобол» Курган      | 2:0 (1:0)            |
| «Зенит» Челябинск — «Содовик» Стерлитамак   | 0:2 (0:0)            |

### 1/128 финала
23 апреля
| «Океан» Находка — «Смена» Комсомольск-на-Амуре | 2:0 (1:0) |

30 апреля
| «Торпедо» Волжский — «Ротор-2» Волгоград | 1:3 (0:3)            |
| «Олимпия» Волгоград — СКА Ростов-на-Дону | 1:0 (0:0)            |
| «Дружба» Майкоп — «Спартак-УГП» Анапа    | 1:2 (1:2)            |
| «Ангушт» Назрань — «Машук-КМВ» Пятигорск | 1:1 (1:0) / 0:1 д.в. |

3 мая
| «Заря» Ленинск-Кузнецкий — «Динамо» Барнаул     | 0:5 (0:3) |
| «Чкаловец» Новосибирск — «Металлург» Красноярск | 3:0 (1:0) |
| «Звезда» Иркутск — «Сибиряк» Братск             | 2:0 (1:0) |

15 мая
| «Балтика» Калининград — ФК «Смоленск»             | 5:0 (2:0)            |
| «Спартак» Кострома — «Спартак» Щёлково            | 0:0 (0:0) / 1:0 д.в. |
| «Зенит-2» Санкт-Петербург— «Волга» Тверь          | 0:1 (0:1)            |
| «Шексна» Череповец — «Торпедо» Владимир           | 0:1 (0:0)            |
| «Пресня» Москва — «Арсенал» Тула                  | 1:0 (1:0)            |
| «Локомотив» Калуга — «Витязь» Подольск            | 2:4 (1:2)            |
| «Лобня-Алла» Лобня — «Ника» Москва                | 1:0 (1:0)            |
| «Локомотив» Лиски — ФК «Елец»                     | 1:1 (0:0) / 0:1 д.в. |
| «Сатурн» Егорьевск — «Рязань-Агрокомплект» Рязань | 3:1 (2:1)            |
| «Мордовия» Саранск — «Спартак» Тамбов             | 3:1 (1:0)            |
| «Энергетик» Урень — «Газовик-Газпром» Ижевск      | 2:0 (1:0)            |
| «Лада» Тольятти — «Рубин-2» Казань                | 4:0 (1:0)            |
| «Носта» Новотроицк — «Нефтяник» Уфа               | 2:1 (1:1)            |
| «Содовик» Стерлитамак — «Уралец» Нижний Тагил     | 3:1 (2:0)            |

### 1/64 финала
15 мая
| «Ротор-2» Волгоград — «Олимпия» Волгоград | 0:1 (0:0) |

16 мая
| «Машук-КМВ» Пятигорск — «Спартак-УГП» Анапа | 1:0 (1:0) |

24 мая
| «Динамо» Барнаул — «Чкаловец» Новосибирск | 3:0 (2:0) |
| «Океан» Находка — «Звезда» Иркутск        | 1:0 (1:0) |

5 июня
| «Спартак» Кострома — «Балтика» Калининград | 2:2 (1:0) / 1:0 д.в. |
| «Торпедо» Владимир — «Волга» Тверь         | 2:1 (1:0)            |
| «Витязь» Подольск — «Пресня» Москва        | 2:1 (0:1)            |
| ФК «Елец» — «Лобня-Алла» Лобня             | 1:1 (0:1) / 1:0 д.в. |
| «Сатурн» Егорьевск — «Мордовия» Саранск    | 1:0 (0:0)            |
| «Лада» Тольятти — «Энергетик» Урень        | 5:0 (1:0)            |
| «Носта» Новотроицк — «Содовик» Стерлитамак | 2:1 (1:1)            |

### 1/32 финала
22 июня
| «Торпедо» Владимир — «Петротрест» Санкт-Петербург   | 5:1 (3:1)                       |
| «Спартак» Кострома — ФК «Химки»                     | 3:2 (1:1)                       |
| ФК «Орёл» — «Металлург» Липецк                      | 0:1 (0:1)                       |
| «Витязь» Подольск — «Авангард» Курск                | 4:0 (2:0)                       |
| «Олимпия» Волгоград — «Кубань» Краснодар            | 1:3 (1:1)                       |
| «Спартак» Нальчик — «Факел» Воронеж                 | 1:1 (1:0) / 6:5 пен.            |
| «Волгарь-Газпром» Астрахань — «Анжи» Махачкала      | 2:0 (2:0)                       |
| «Машук-КМВ» Пятигорск — «Динамо» Махачкала          | 0:2 (0:1)                       |
| «Сатурн» Егорьевск — «КАМАЗ» Набережные Челны       | 3:2 (3:1)                       |
| ФК «Елец» — «Динамо» Брянск                         | 1:1 (1:1) / 0:1 д.в.            |
| «Урал» Свердловская область — «Спартак» Челябинск   | 1:1 (1:0) / 3:2 пен.            |
| «Динамо» Барнаул — «Металлург-Кузбасс» Новокузнецк  | 1:1 (0:1) / 2:4 пен.            |
| «Локомотив» Чита — «Чкаловец-1936» Новосибирск      | 2:2 (2:1) / 1:1 д.в. / 5:3 пен. |
| «Океан» Находка — «Амур» Благовещенск               | 3:1 (1:0)                       |
| «Луч-Энергия» Владивосток — «СКА-Энергия» Хабаровск | 0:0 (0:0) / 1:0 д.в.            |

25 июня
| «Носта» Новотроицк — «Лада» Тольятти | 2:2 (0:2) / 3:5 пен. |

### 1/16 финала
| Команда 1                   | Итог     | Команда 2                       | 1-й матч | 2-й матч                |
| --------------------------- | -------- | ------------------------------- | -------- | ----------------------- |
| ЦСКА Москва                 | 3:2      | «Торпедо» Владимир              | 2:1      | 1:1                     |
| «Томь» Томск                | 3:4      | «Спартак» Кострома              | 3:2      | 0:2                     |
| «Металлург» Липецк          | 1:4      | «Шинник» Ярославль              | 1:0      | 0:4                     |
| «Рубин» Казань              | 3:1      | «Витязь» Подольск               | 1:0      | 2:1                     |
| «Кубань» Краснодар          | 1:1 (гв) | «Зенит» Санкт-Петербург         | 1:1      | 0:0                     |
| «Терек» Грозный             | 6:1      | «Спартак» Нальчик               | 5:0      | 1:1                     |
| «Волгарь-Газпром» Астрахань | 0:4      | «Торпедо» Москва                | 0:2      | 0:2                     |
| «Динамо» Махачкала          | 3:6      | ФК «Москва»                     | 1:4      | 2:2                     |
| «Крылья Советов» Самара     | 4:2      | «Сатурн» Егорьевск              | 4:1      | 0:1 (Тищенко 74′ (пен.) |
| «Динамо» Брянск             | 0:4      | «Динамо» Москва                 | 0:0      | 0:4                     |
| «Сатурн» Московская область | 3:2      | «Урал» Свердловская область     | 1:1      | 2:1                     |
| «Лада» Тольятти             | 1:2      | «Амкар» Пермь                   | 1:0      | 0:2                     |
| «Локомотив» Москва          | 3:1      | «Металлург-Кузбасс» Новокузнецк | 2:0      | 1:1                     |
| «Алания» Владикавказ        | 2:2      | «Локомотив» Чита                | 2:0      | 0:2 (п.4:5)             |
| «Спартак» Москва            | 8:1      | «Океан» Находка                 | 6:0      | 2:1                     |
| «Луч-Энергия» Владивосток   | 3:2      | «Ростов» Ростов-на-Дону         | 2:1      | 1:1                     |

### 1/8 финала
| Команда 1                 | Итог | Команда 2                   | 1-й матч | 2-й матч    |
| ------------------------- | ---- | --------------------------- | -------- | ----------- |
| ЦСКА Москва               | 8:0  | «Спартак» Кострома          | 5:0      | 3:0         |
| «Рубин» Казань            | 2:1  | «Шинник» Ярославль          | 0:1      | 2:0 д.в.    |
| «Зенит» Санкт-Петербург   | 2:1  | «Терек» Грозный             | 2:0      | 0:1         |
| «Торпедо» Москва          | 4:3  | ФК «Москва»                 | 1:2      | 3:1         |
| «Крылья Советов» Самара   | 2:2  | «Динамо» Москва             | 2:0      | 0:2 (п.1:3) |
| «Амкар» Пермь             | 0:1  | «Сатурн» Московская область | 0:1      | 0:0         |
| «Локомотив» Чита*         | −:+  | «Локомотив» Москва          | −:+      | −:+         |
| «Луч-Энергия» Владивосток | 0:2  | «Спартак» Москва            | 0:1      | 0:1         |

* ФК «Локомотив» Чита был лишён профессионального статуса в феврале 2006 года и исключён из числа участников Кубка России 2005—2006, ФК «Локомотив» Москва автоматически получил право на участие в 1/4 финала данного розыгрыша Кубка России.

### 1/4 финала
Первые матчи
| Дата          | Хозяева                     | Счёт | Гости              | Голы                                                         |
| ------------- | --------------------------- | ---- | ------------------ | ------------------------------------------------------------ |
| 22 марта 2006 | «Рубин» Казань              | 1:1  | ЦСКА Москва        | Бухаров 70' — Гусев 3'                                       |
| 22 марта 2006 | «Зенит» Санкт-Петербург     | 2:0  | «Торпедо» Москва   | Кержаков, 21, 50                                             |
| 22 марта 2006 | «Сатурн» Московская область | 3:0  | «Динамо» Москва    | Менди 6 в свои ворота, Ерёменко, 26, с пен., Игонин, 87      |
| 22 марта 2006 | «Спартак» Москва            | 2:2  | «Локомотив» Москва | Ковач 64', Пьянович, 70' — О’Коннор 22', Лоськов, 28' (пен.) |

Вторые матчи
| Дата           | Хозяева            | Счёт | Гости                       | Голы                                                    |
| -------------- | ------------------ | ---- | --------------------------- | ------------------------------------------------------- |
| 12 апреля 2006 | ЦСКА Москва        | 4:1  | «Рубин» Казань              | Жо 39', 67', Вагнер Лав 42', Олич 90' — Гацкан 64'      |
| 12 апреля 2006 | «Торпедо» Москва   | 2:3  | «Зенит» Санкт-Петербург     | Будылин 72', 76' — Кержаков 23', 26' (пен.), Шкртел 45' |
| 12 апреля 2006 | «Динамо» Москва    | 3:1  | «Сатурн» Московская область | Данни , 15, Ромащенко, 64, 73, оба с пен. — Якубко, 21  |
| 12 апреля 2006 | «Локомотив» Москва | 1:2  | «Спартак» Москва            | Билялетдинов 10' — Пьянович 15', Моцарт 87' (пен.)      |

### 1/2 финала
| Команда 1        | Итог | Команда 2                   | 1-й матч | 2-й матч |
| ---------------- | ---- | --------------------------- | -------- | -------- |
| ЦСКА Москва      | 4:0  | «Зенит» Санкт-Петербург     | 1:0      | 3:0      |
| «Спартак» Москва | 4:2  | «Сатурн» Московская область | 1:1      | 3:1      |

### Финал
| 20 мая 2006 | \| ЦСКА \| 3:0 (1:0) \| Спартак (Москва) \| \| Жо 43', 90+3' Вагнер Лав 90' \| Голы \| \| | Стадион: Лужники, Москва Зрителей: 61 000 Судья: Валентин Иванов (Москва) |
| · ЦСКА: Акинфеев, Шемберас, В. Березуцкий, Игнашевич (к), Алдонин, А. Березуцкий, Карвальо (Таранов 56'), Дуду, Жирков (Татарчук 87'), Жо, Вагнер Лав (Григорьев 90') · Главный тренер: Валерий Газзаев · Спартак: Ковалевски, Родригес (Квинси 57'), Штранцль, Тамаш, Йенчи, Моцарт, Быстров, Ковальчук (Павленко 77'), Титов (к), Павлюченко, Кавенаги (Баженов 46') · И.о. главного тренера: Владимир Федотов · Жирков 58', Алдонин 63', Вагнер Лав 72' — Родригес 37', Павлюченко 47', Ковалевски 71', Штрацль 82' · Моцарт 88' (неспортивное поведение) |                                                                                           |                                                                           |
| ЦСКА | 3:0 (1:0)                                                                                 | Спартак (Москва)                                                          |
| Жо 43', 90+3' Вагнер Лав 90' | Голы                                                                                      |                                                                           |

| Обладатель Кубка России 2005—06 |
| ------------------------------- |
| ЦСКА Третий кубок               |

## Лучшие бомбардиры
| # | Футболист          | Команда                 | Голов |
| - | ------------------ | ----------------------- | ----- |
| 1 | Жо                 | ЦСКА                    | 5     |
|   | Фернандо Кавенаги  | Спартак (Москва)        | 5     |
|   | Александр Кержаков | Зенит (Санкт-Петербург) | 5     |
|   | Александр Яркин    | Динамо (Барнаул)        | 5     |
| 5 | Роман Адамов       | Москва / Терек          | 4     |